# Molino de bolas

Molino de bolas.

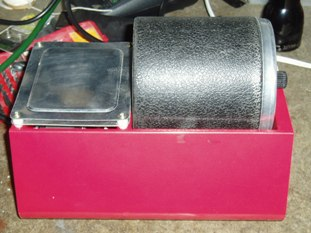
Pequeño molino de bolas de mesa.

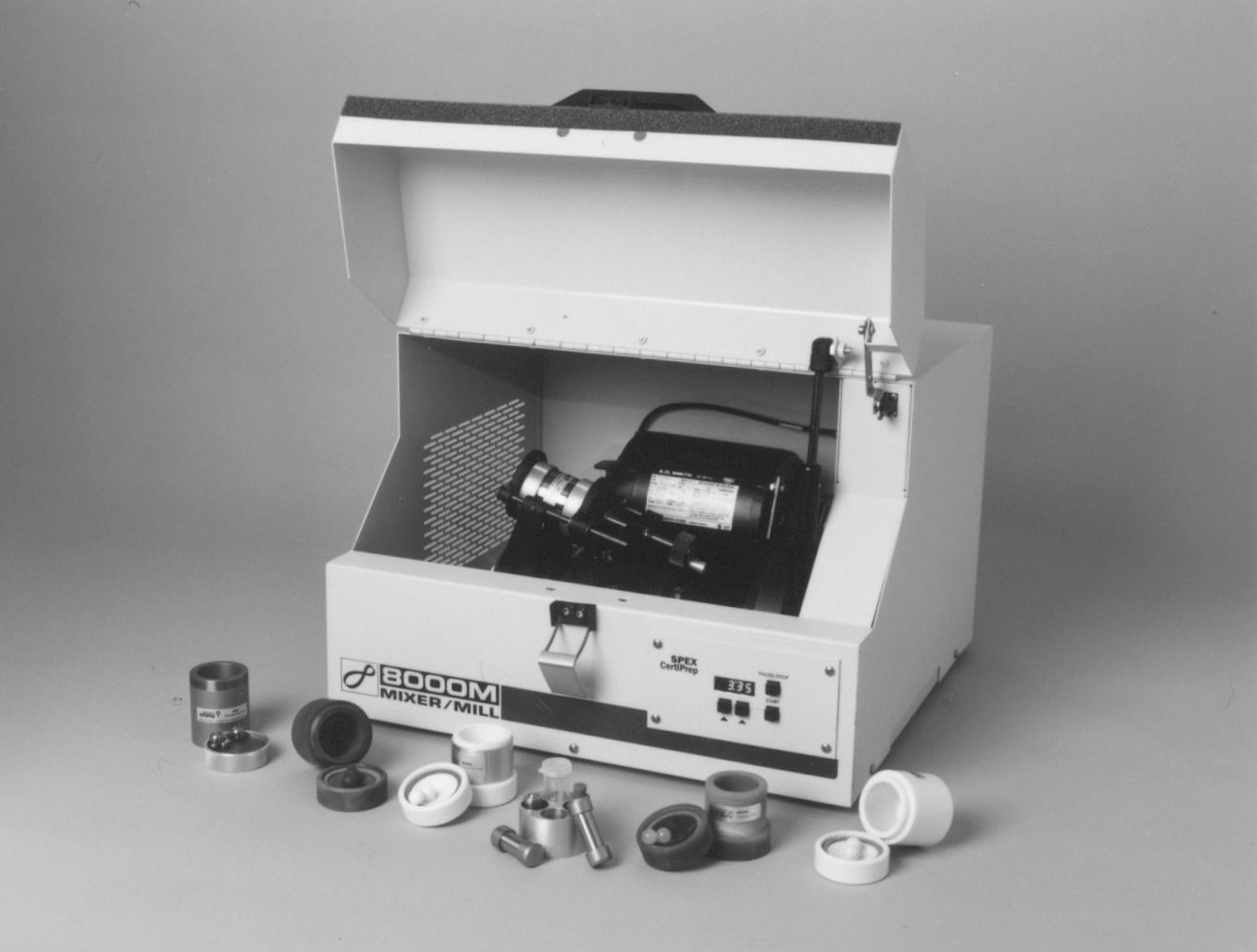
Molino de bolas de escalera de laboratorio.

Un molino de bolas es un tipo de molino utilizado para moler y mezclar materiales para ser utilizados en procesos de mezclado de minerales, pinturas, pirotecnia, cerámicas y sinterización de láser selectivo. Funciona por el principio de impacto y fricción: la reducción de tamaño es lograda cuando los medios de molienda característicos de este equipo (bolas o esferas) impactan entre ellas y contra las partículas del material a fraccionar.
Un molino de bolas consiste de un recipiente cilíndrico que gira sobre su eje. El eje del cilindro puede ser tanto horizontal como tener un ángulo pequeño con la horizontal. El cilindro es parcialmente llenado con bolas, las cuales pueden ser de acero (acero cromado), acero inoxidable, cerámico, o goma. La superficie interior del cilindro se encuentra normalmente recubierta con un material resistente a la abrasión como por ejemplo acero de manganeso o goma, aunque presentan menores desgastes los forrados en goma. La longitud del molino es aproximadamente igual a su diámetro.
El concepto del molino de bolas es muy antiguo, pero no fue hasta la revolución industrial y la invención de la máquina de vapor que se pudo fabricar un molino de bolas eficaz. Hay referencias de que fue utilizado para moler sílex destinado a hacer cerámica hacia 1870.

## Operación
El molino para desarrollar su giro requiere de un motor eléctrico para transmitir el torque necesario para el movimiento, o en los equipos más modernos el mismo molino se convierte en el rotor siendo inducido por electro imanes montados en campos alrededor del cilindro. 
En el caso del molino de bolas de operación continua, el material a moler es alimentado por un extremo a través de un cono de 60° y el producto es liberado por el otro extremo, a través de un cono de 30°. Mientras el cilindro gira, las bolas son arrastradas hacia arriba por el lateral del cilindro que asciende al girar hasta que luego caen por acción de la fuerza de gravedad. Las partículas sólidas, al caer mezcladas con las bolas, son partidas al impactar entre las bolas.

## Aplicaciones
El molino de bolas es utilizado para moler materiales como carbón, pigmentos, y feldespato para preparar el material base para fabricar piezas de cerámica. La molienda puede ser llevada a cabo con material húmedo o seco, pero el anterior es actuado a velocidad baja. La mezcla de explosivos es un ejemplo de una molienda por pelotas de goma. Para sistemas con componentes múltiples, este sistema de molido con bolas ha mostrado ser efectivo para aumentar la reactividad química en estado sólido. Además, se tiene constancia que este tipo de molienda ayuda a la efectividad para producir materiales amorfos.

## Descripción

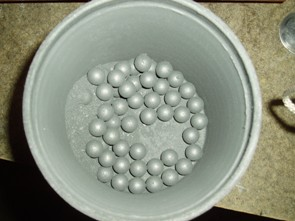
Bolas de antimonio-plomo utilizadas en la molienda de polvo de aluminio.

Molino de bolas de alta energía.

Un molino de bolas, es un tipo de molino, consta de un dispositivo cilíndrico que se utiliza en el molido (o mezcla) de materiales tales como rocas minerales, sustancias químicas, materiales crudos cerámicos y pinturas. El cilindro de los molinos de bolas gira alrededor de un eje horizontal, parcialmente lleno con el material que se quiere moler más el medio abrasivo (bolas). Diferentes materiales son utilizados como medios abrasivos, incluyendo bolas cerámicas, guijarros de sílex y bolas de acero inoxidable. Un efecto-cascada interno reduce el material a un polvo fino. Los molinos de bolas industriales pueden operar en forma continua, alimentándolos por un extremo y vaciándolos por el otro. 
Los molinos de bolas grandes a medianos son hechos rotar por medios mecánicos sobre su eje, mientras que los pequeños normalmente consisten de un contenedor cilíndrico con tapa que se encuentra sobre dos ejes impulsores (Se utilizan poleas y cintas para transmitir el movimiento rotativo). Los molinos de bolas son también utilizado en la preparación de pirotecnia y la fabricación de pólvora negra, pero no puede ser utilizado en la preparación de ciertos tipos de mezclas pirotécnicas como por ejemplo pólvora destellante debido a su sensibilidad al impacto. Los molinos de bolas de elevada calidad son potencialmente caros y pueden moler las partículas hasta dimensiones de unos 5 nm, lo cual aumenta mucho el área de superficie y el índice de reacción. 
La molienda es caracterizada por una velocidad crítica. La velocidad crítica es aquella velocidad después de qué las bolas de acero (qué son responsables por la molienda) comienzan a rotar en la dirección de rotación del dispositivo cilíndrico; momento a partir del cual dejan de ser efectivas. O sea el molino debe operar a una velocidad inferior a la crítica, (del orden del 75 % de la velocidad crítica).
Los molinos de bolas son utilizados extensamente en procesos de aleación mecánica en los que no son sólo utilizados para moler, sino como forma de producir soldadura en frío, con el propósito de producir aleaciones a partir de polvos.

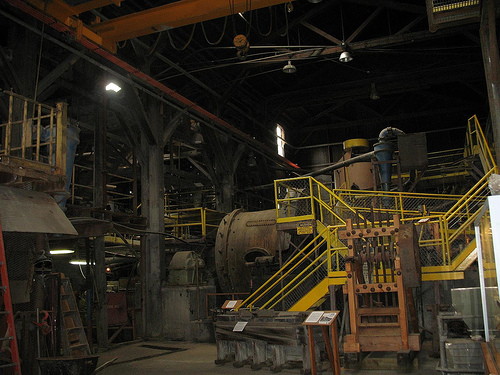
Molino de bolas en la empresa Mayflower cerca de Silverton, Colorado.

El molino de bolas es un equipo clave para moler materiales triturados, y es ampliamente utilizado en líneas de producción de polvos tales como cemento, silicatos, material refractario, fertilizantes, cerámicos para vidrio. Así como para procesar rocas minerales de metales ferrosos y no ferrosos. El molino de bolas puede moler varios tipos de minerales tanto húmedos como secos. Hay muchos tipos de materiales adecuados para su uso en un molino de bolas, cada material posee propiedades específicas propias y ventajas. Las propiedades claves de moler de las bolas son medida, densidad, dureza, y composición. Algunos puntos a tener en cuenta al respecto son:
- Tamaño: cuanto más pequeñas son las bolas, más pequeño es el tamaño de partícula del producto final. Al mismo tiempo, las bolas de molienda deben ser sustancialmente más grandes que las piezas de material más grandes a moler.
- Densidad: las bolas deben ser más densas que el material que se está moliendo. Ya que se convierte en un problema si las bolas de molienda flotan sobre el material a moler.
- Dureza: las bolas de molienda deben ser lo suficientemente resistentes como para moler el material, pero, cuando sea posible, no deben ser tan duras que también desgasten rápidamente el cilindro.
- Composición: varias aplicaciones de molienda tienen requisitos especiales. Algunos de estos requisitos se basan en el hecho de que algunas partículas del material de las bolas estarán en el producto terminado. Otros se basan en cómo reaccionarán los medios con el material que se está moliendo.
- Cuando el color del producto terminado es importante, se debe considerar el color y el material de las bolas de molienda.
- Cuando es importante obtener un bajo nivel de contaminación del polvo con el material de las bolas, las bolas de molienda pueden seleccionarse para facilitar la separación de las partículas contaminantes del producto terminado (por ejemplo: el polvo de acero producido a partir de bolas de acero inoxidable puede separarse magnéticamente de los productos no ferrosos). Una alternativa a la separación es utilizar bolas del mismo material que el producto que se está moliendo.
- Los productos inflamables tienden a volverse explosivos en forma de polvo. Las bolas de acero al golpearse pueden producir chispas, convirtiéndose en una fuente de ignición para estos productos. Por ello se debe realizar una molienda húmeda o que no produzca chispas, como por ejemplo cerámica o plomo.
- Algunos medios, como el hierro, pueden reaccionar con materiales corrosivos. Por esta razón, se pueden usar bolas de molienda de acero inoxidable, cerámica y piedra cuando hay sustancias corrosivas presentes durante la molienda.

## Ventajas del molino de bolas

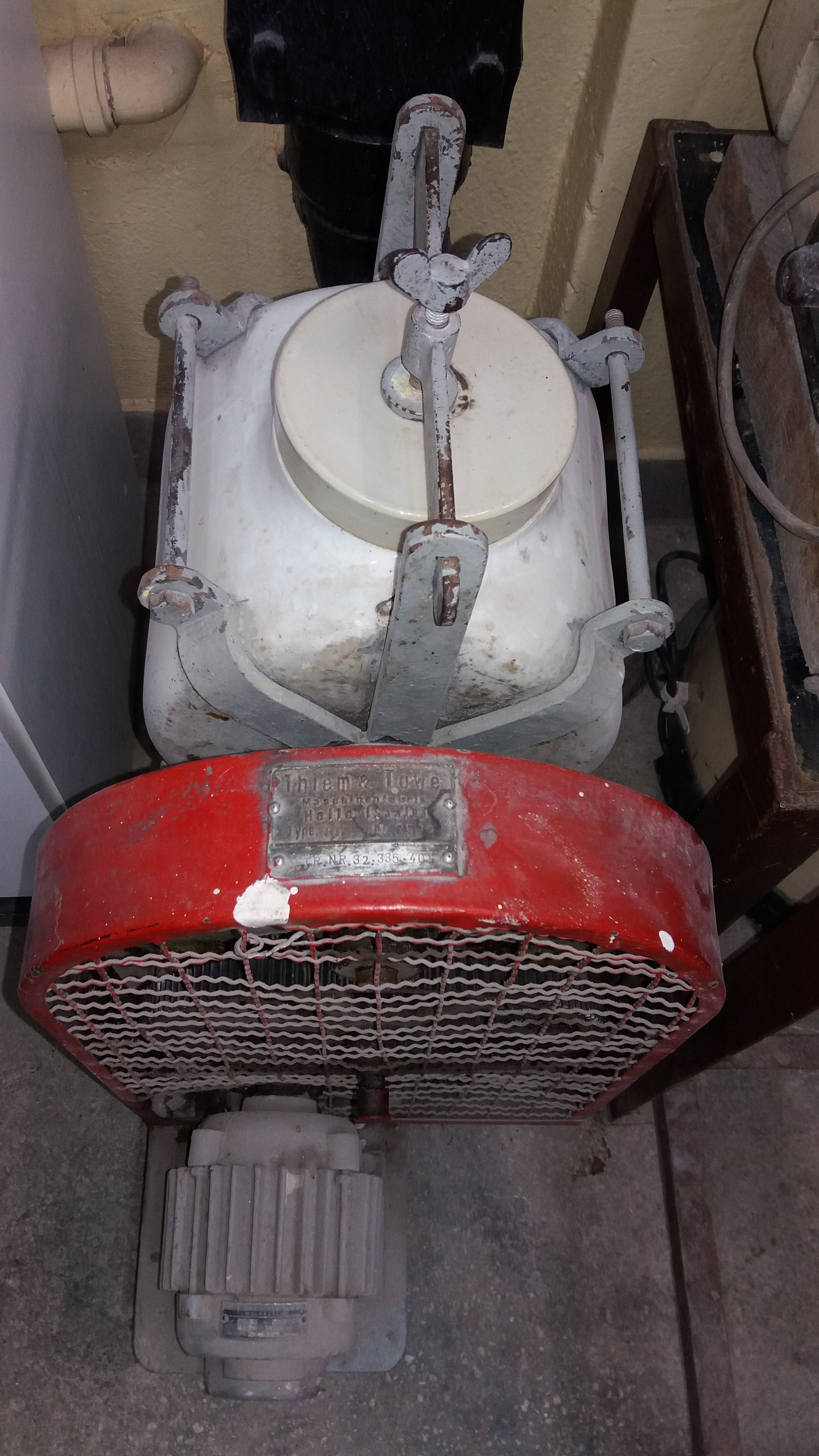
Molino de bolas cerámicas anterior a 1945 Thiem&Towe Halle, propiedad de Facultad de Química, Gdańsk Universidad de Tecnología.

El molino de bolas tiene varias ventajas sobre otros sistemas: el coste de instalación y de molienda es bajo; es adecuado tanto para operaciones por lotes como en modo de operación continua, del mismo modo es adecuado por la mucha en circuito abierto como por la mucha en circuito cerrado y puede ser utilizado con materiales de todos los grados de dureza.

## Tipos de molinos de bolas
Además de los molinos de bolas estándar existe otro tipo de molino de bolas llamado molino de bolas planetario. Los molinos de bolas planetarios son más pequeños que los molinos de bolas corrientes y son principalmente utilizados en laboratorios para moler material de muestra y obtener polvos muy finos. Un molino de bolas planetario posee como mínimo un cilindro de molienda que se encuentra ubicado en forma excéntrica en una rueda llamada rueda del sol. La dirección de giro de la "rueda de sol" es opuesto a la del cilindro del molino (con una proporción: 1:-2 o 1:-1 o más).
Las bolas en los cilindros de molienda son sometidas a movimientos rotacionales superimpuestos, con las correspondientes fuerzas de Coriolis. La diferencia de velocidades entre las bolas y el cilindro de molienda produce una interacción entre las fuerzas de fricción y las fuerzas de impacto, que libera gran cantidad de energía dinámica. La interacción entre estas fuerzas es responsable de la elevada eficacia en la reducción de medida de las rocas que se obtiene con este tipo de molino.